# Титов, Николай Фёдорович (генерал)
Никола́й Фёдорович Тито́в (1759 — 1822) — русский военный полковой, бригадный и дивизионный командир, участник Отечественной войны 1812 года и 4-х войн, генерал-майор.

## Биография
Родился в дворянской семье. В 1773 году записан рядовым в Измайловский лейб-гвардии полк. В 1778 году произведен в сержанты. В 1787 году переведен в вахмистром в Конный лейб-гвардии полк. В 1788 году выпущен в полевые полки капитаном, поступил в Санкт-Петербургский пехотный полк, затем 10 мая 1788 года переведен в Тамбовский пехотный полк. В августе 1797 года переведен в Кавказский гренадерский полк. С переводом 6 ноября 1798 года в Херсонский гренадерский полк получил звание генерал-майора. По болезни отправлен в отставку 17 января 1811 года. Однако, 19 марта 1812 года вновь принят на службу и назначен командиром 47-й пехотной дивизии, а после её расформирования 21 декабря 1812 года направлен в распоряжение генерала Д. И. Лобанова-Ростовского, где занимался распределением рекрутских партий в Резервной армии по кавалерийским и пехотным корпусам (за успехи награждён алмазными знаками к ордену Святой Анны 1-й степени). В 1815 году назначен командиром 2-й бригады 28-й пехотной дивизии, с которой участвовал во Втором походе во Францию. 26 ноября 1816 года награждён Орденом Святого Георгия.
Подал прошение об отставке в 1816 году по состоянию здоровья. Высочайшим Указом 5 декабря 1816 года уволен от службы, за болезнью, с мундиром и за свыше 40-летнюю службу с пенсионом полного жалованья.
Умер 8 (20) июля 1822 г.
Брат был надворным советником. Сын окружным начальником в Горийском уезде Грузинской губернии.

### Чины
- капитан — 1788 г.
- секунд-майор — 06.12.1788 г.
- премьер-майор — 19.10.1790 г.
- подполковник — 02.03.1793 г.
- полковник — 02.12.1797 г.
- Генерал-майор — 06.11.1798 г.

### Участие в походах и битвах
- Русско-шведская война (1788—1790)
- Русско-турецкая война (1787—1791):
  - Штурм Очакова
  - Взятие Хаджибейского замка
  - Бои под Бендерами и покорение Килии
  - Штурм Измаила
  - Штурм Анапы
- Русско-персидская война (1796)
- Русско-турецкая война (1806—1812)
  - Штурм Ахалкалаки
  - Арпачайское сражение
  - Штурм крепости Эривани (1808 г.)
  - Защита границ Грузии (1810 г.)
  - Блокада Ахалциха (1810 г.)